# Estadi Moisès Llopart
L'Estadi Moisès Llopart és un estadi d'atletisme del Prat de Llobregat. Anomenat en referència del marxador i promotor esportiu català Moisès Llopart, l'equipament forma part del Complex Esportiu Municipal Sagnier. El Pratenc Associació d'Atletisme competeix a les seves instal·lacions.